# Михаэли, Ривка
Ривка Михаэли (ивр. רבקה מיכאלי‎, род. 14 апреля 1938, Иерусалим) — израильская актриса

, комик, телеведущая и эстрадная артистка.

## Ранние годы
Михаэли родилась в Иерусалиме, в Палестине под британским мандатом (ныне Израиль). Семья её отца имеет грузино-еврейское происхождение, тогда как её мать происходит из семьи Ривлиных и имеет австрийско-еврейское происхождение. Михаэли училась в средней школе Еврейского университета.

## Карьера
К 14 годам она пела на радио «Голос Израиля». Михаэли проходила военную службу в Галей Цахаль — общенациональной радиостанции Армии обороны Израиля.
В 1960-х состоялось её первое выступление на сцене с Йоси Банаем. Она познакомилась с будущим композитором и лауреатом премии Израиля Эхудом Манором в 1960-х годах, когда она была ведущей танцевальной труппы Еврейского университета в Иерусалиме, и он подал заявку на вступление в труппу. Впечатлённая его музыкальными знаниями, она связалась с радио «Голос Израиля», которое предложило ему работу по редактированию музыкальных программ, и в конечном итоге приняло несколько песен, которые он написал, для трансляции.
В 1974 году она была участницей актёрского состава сатирической программы «Никуй Рош» («Чистка головы»). Впоследствии она была ведущей Siba L’mesiba («Повод для вечеринки»), самой популярной телепрограммы, транслируемой по вечерам в пятницу, а также её преемницы «Sof Shavua» («Выходные»).
Она также выступала в театрах Габима и Камери, снялась в телесериале и 16 фильмах, транслировалась по радио, записывала альбомы, модерировала песенные фестивали и дважды вела Евровидение. Она была награждена премией за жизненные заслуги от Израильской академии кино и телевидения, а также премией за вклад в развитие радио.
В 1991 году The Los Angeles Times назвала её «одной из самых популярных телеведущих Израиля», а в 1995 году The Jerusalem Post назвала её «одним из самых популярных артистов страны».
Михаэли живёт в Тель-Авиве и является членом общественного совета организации «Бецелем».